# Ростислав Юрьевич
Ростисла́в Ю́рьевич (ум. 6 апреля 1151) — князь Новгородский (1138—1140, 1141—1142), Переяславский (1149—1151), старший сын князя Юрия Долгорукого от брака с дочерью половецкого хана Аепы, брат князя Андрея Боголюбского.

## Биография

### Первое новгородское княжение
Первое упоминание о Ростиславе Юрьевиче в летописи обнаруживается в записях относительно 1138 года, когда 10 мая он вступил на княжение в Новгород, желавший иметь дружественные отношения с князем Суздальским Юрием Долгоруким в противостоянии черниговским князьям. В связи с этим новгородцы заключили мирный договор с Псковом.
В том же году в Киеве умирает великий князь Ярополк Владимирович, и в борьбе за киевский престол между братом Ярополка Вячеславом и черниговским князем Всеволодом Ольговичем победил Всеволод. Первоначально новгородцы придерживались нейтралитета, но потом поддержали великого князя Всеволода Ольговича. И когда новгородцы отказались помогать Юрию Долгорукому в походе против Всеволода, 1 сентября 1139 года Ростислав сбежал из Новгорода к отцу в Суздаль.

### Второе новгородское княжение
В 1141 году из-за отсутствия князя в течение девяти месяцев новгородцы отправили посольство к Юрию Долгорукому, призывая его на княжение.
Оже к нам не пустит Олговичь Святополка, а мы Олговича не хочем,
а любо к нам сам поиди, любо сына пусти
Сам Юрий ехать отказался и вторично послал в Новгород Ростислава. Вокняжение состоялось 26 ноября . В 1142 году великий князь Всеволод Ольгович посылает в Новгород княжить своего шурина Святополка Мстиславича на условиях признания последним своей власти. По словам киевского летописца, на решение великого князя повлияла его жена, сестра Святополка Мстиславича.
В то же лето посла Изяслав к сестре своеи, рече: "Испроси ны у зяте Новгород Великыи брату своему Святополку"; она же тако створи.
В январе до новгородцев дошёл слух о назначении новгородским князем Святополка, после чего они заключили Ростислава Юрьевича в епископском доме вплоть до вокняжения Святополка 19 апреля 1142 г.  Потом Ростислава отправили к отцу в Суздаль.

### Участие в походах Юрия Долгорукого. Ссора с отцом
В 1146 году по приказу великого князя Изяслава Мстиславича муромский и рязанский князь Ростислав Ярославич разорил земли Юрия Долгорукого. В 1147 году Юрий отправил Ростислава на Рязань совместно с братом Андреем. Ростислав Ярославич принять бой не решился и бежал в Половецкую землю.
Суздальский летописец сообщает, что в 1148 году князь Ростислав Юрьевич был вновь послан отцом в помощь Святославу Ольговичу. Но Ростислав пошёл против воли отца и отказался воевать на стороне черниговцев:
"Любо си ся на мя отцю гневати, не иду с ворогом своим. То суть были ворози и деду моему, и строем (дядьям) моим. Но поидем, дружино моя, к Изяславу, то ми есть сердце своё. Ту ти дасть ны волость".
Никоновская летопись говорит, что на измену Ростислава подтолкнула агитация Изяслава Мстиславича:
Приидоша к нему (Ростиславу) послы от великого князя Изяслава Мстиславича, призывая его к себе в Киев и дая ему грады и власти.
По Ипатьевской летописи главной причиной измены является отказ Юрия Долгорукого дробить Суздальское княжество между сыновьями и последовавший за этим ссора Ростислава и отца.
И прииде (Ростислав) к Изяславу Киеву, поклонився ему, рече: "Отець мя переобидел и волости ми не дал..."

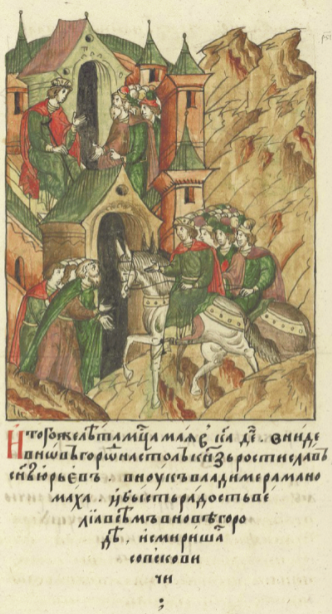
Ростислав приезжает в Новгород на княжение

Ростислав признал «старейшинство» Изяслава Мстиславича в Русской земле и получил во владение 6 городов на Волыни: Бужск, Межибожье, Котельницу, Городец-Остёрский (из этого города великий князь изгнал брата Ростислава Глеба) и ещё два (названия их неизвестны).

### Возвращение Ростислава в Суздаль. Княжение в Переяславле
В 1148 году (по В. Н. Татищеву, 14 сентября) в Городце-Остёрском состоялся съезд князей, на котором было решено идти зимой 1149 года походом на князя Юрия Долгорукого, чтобы наказать его за притеснения, чинимые им новгородцам.
"Се стрыи мои Гюрги из Ростова обидеть мои Новгород, и дани от них отоимал, и на путех им пакости дееть. А хочю поити на нь, и то хочю управити любо миром, любо ратью"
В съезде участвовал и Ростислав Юрьевич, но в поход великий князь его не взял, а, возвратившись со съезда в Киев, сказал ему:
А ты иди в Божеський (Бужск), пострези оттоле русьскыя (Киевскую) земли, и буди тамо, дондеже схожу на отца твоего, мир ли с ним возьму, или како с ним ся ни управлю.
По возвращении Изяслава из этого похода в 1149 году бояре донесли ему, что якобы Ростислав Юрьевич подговаривает против великого князя киевлян и берендеев и хочет захватить семью и имущество последнего. Изяслав Мстиславич поверил доносу, несмотря на отрицание Ростиславом своей вины и требование последним очной ставки с обвинителем, заковал его дружину и отправил его к отцу, посадив на барку с четырьмя отроками и отняв у него имение. Ростислав Юрьевич, явившись к отцу в Суздаль, раскаялся в прежних прегрешениях и заявил ему, что вся Киевская земля и чёрные клобуки недовольны Изяславом и желают иметь своим князем Юрия. Последний, страшно возмущённый позорным изгнанием сына («Всё случившееся в Киеве он воспринял как оскорбление, нанесённое на него лично»), предпринял поход на Изяслава, разбил его под Переяславлем и изгнал из Киева. Ростислава Юрий посадил князем в Переяславле, где тот и княжил до самой смерти.

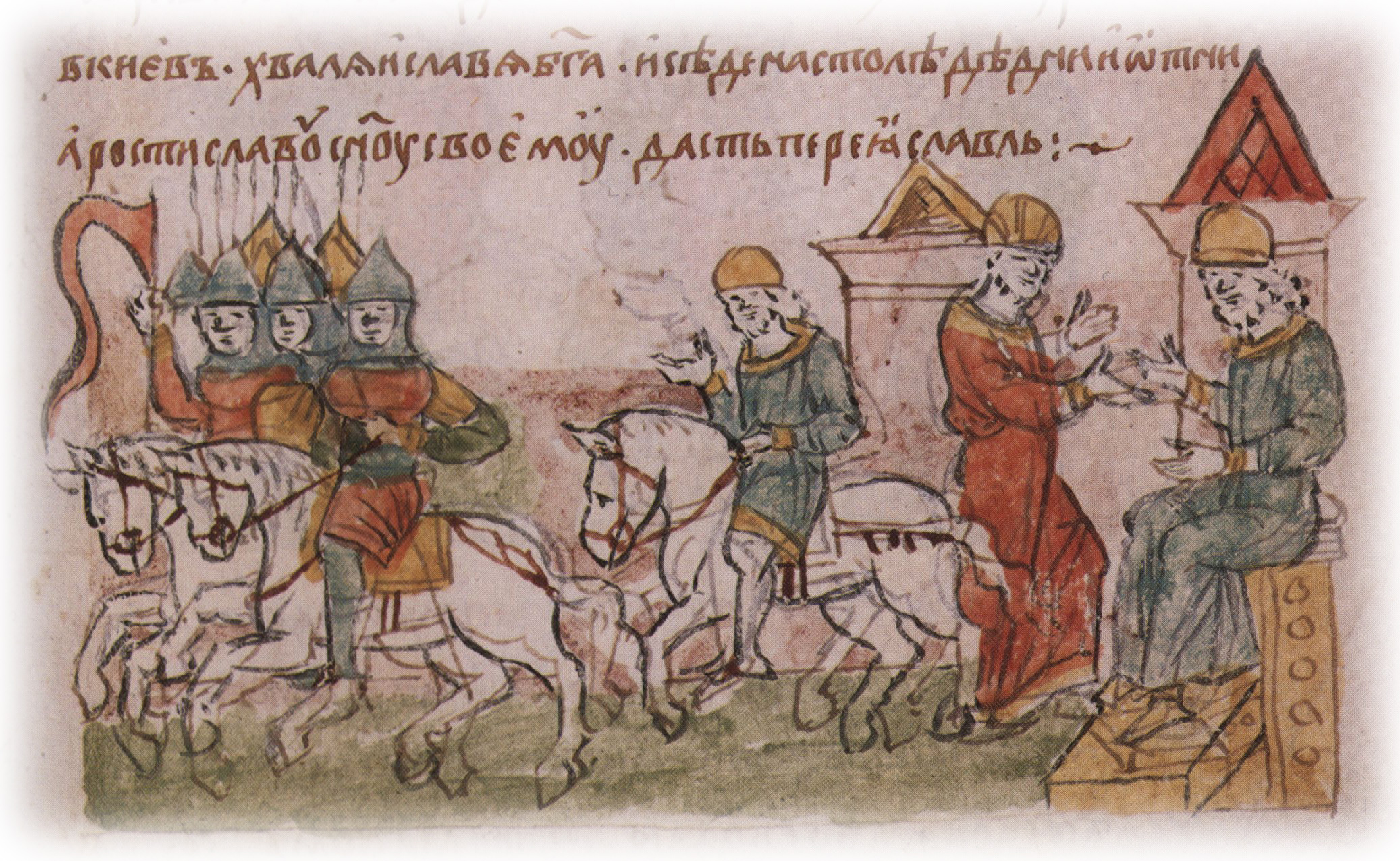
Утверждение Юрия Долгорукого в Киеве и пожалование Ростиславу Переяславля; отъезд Ростислава на Переяславское княжение

После этого Ростислав участвовал вместе с братом Андреем в 1150 году в новом походе отца своего против Изяслава Мстиславича, причём усиленно противодействовал заключению мира с последним. Мир, однако, был заключён по настоянию Андрея Боголюбского, и Изяслав Мстиславич отказался от великокняжеского стола в пользу своего дяди Вячеслава Владимировича. Когда в скором времени Изяслав вновь нарушил мир и захватил Киев, его сын Мстислав захотел отнять у Ростислава Юрьевича Переяславль. Однако Ростислав, пригласив на помощь брата Андрея и кочующих торков, разбил и пленил союзников Мстислава турпеев, что заставило Мстислава отказаться от мысли взять Переяславль.
Ростислав Юрьевич скончался 6 апреля 1151 года, на Страстной неделе рано утром в Великую пятницу, и был погребён братьями Андреем, Глебом и Мстиславом в церкви Св. Михаила в Переяславле, близ дядей своих Святослава и Андрея Владимировичей.

## Оценка деятельности
Историк В. Н. Татищев оценивает деятельность Ростислава Юрьевича весьма негативно:
Сей князь Ростислав желал всею Русью един обладать, для того, отца своего на братию и сыновцы возмусчая, многи беды и разорения Русской земли нанёс и более хотел учинить, но Бог смертию пресёк хотение его, которым многие обрадовались, токмо един отец его по нём плакал.

## Дети
- Евфросиния, была замужем за князем Рязанским Глебом Ростиславичем
- Мстислав Ростиславич Безокий (ум. 1178) — князь Новгородский (1160, 1175—1176, 1177—1178) и Ростовский (1175—1176)
- Ярополк Ростиславич (ум. 1196) — Великий князь Владимирский (1174—1175)